# John Berney Crome

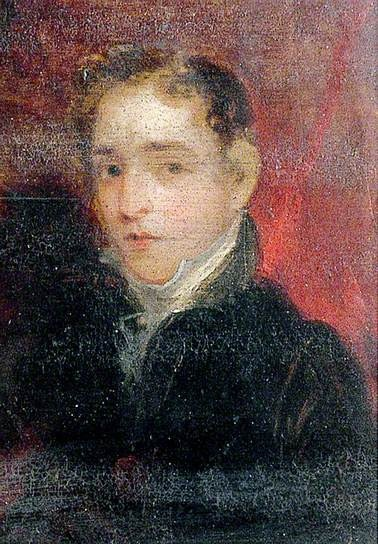
John Berney Crome, door George Clint

John Berney Crome (Norwich, 1 december 1794 - Great Yarmouth, 15 september 1842) was een Engels kunstschilder. Hij wordt gerekend tot de stroming van de romantiek en werd vooral bekend door zijn landschappen in maanlicht.

## Leven en werk
John Berney Crome was de zoon van de romantische landschapschilder John Crome, die ook wel "Crome de oudere" werd genoemd. Hij kreeg het vak met de paplepel ingegoten van zijn vader, die hij assisteerde tijdens zijn tochten naar het platteland, in de omgeving van Norwich en het wijdere Norfolk. Na de dood van zijn vader in 1821 trad hij definitief in diens voetsporen, zowel qua stijl als onderwerpskeuze. Hij specialiseerde zich daarbij in avondtaferelen bij maanlicht. In 1824 trad hij als landschapschilder een poosje in dienst van hertog August Frederik van Sussex. In datzelfde jaar huwde hij Dorcas Sarah Burcham, die drie jaar later overleed. In 1830 hertrouwde hij met Sarah Ann Clipperton.
John Berney Crome werkte regelmatig samen met John Sell Cotman, die eerder met zijn vader de Norwich Society of Artists oprichtte, later bekend als de Norwich School. Zelf was hij ook lid van de school aan en rond 1830 zelfs een aantal jaren voorzitter. In die tijd kreeg hij een brede bekendheid. Zijn werk werd geëxposeerd bij de Royal Academy of Arts, de Royal Society of British Artists en de British Society.
John Berney Crome zou net als zijn vader vooral bekendheid krijgen als schilder van het Engelse platteland, maar bezocht ook het Europese vasteland. Vanaf 1819 reisde hij in het bijzonder meerdere malen door Nederland en werkte onder andere in Zeeland, Amsterdam, Rotterdam, Utrecht, Leiden, Delft, Haarlem en Scheveningen. Deze reizen kon hij zich echter nauwelijks veroorloven. In 1834 kreeg hij financiële problemen vanwege een "genereuze levensstijl" en werd hij bankroet verklaard. Hij overleed in 1842 in armlastige omstandigheden. Zijn werk is onder andere te zien in Tate Britain, het Norwich Castle Museum en de Koninklijke Musea voor Schone Kunsten van België.

## Hollandse werken

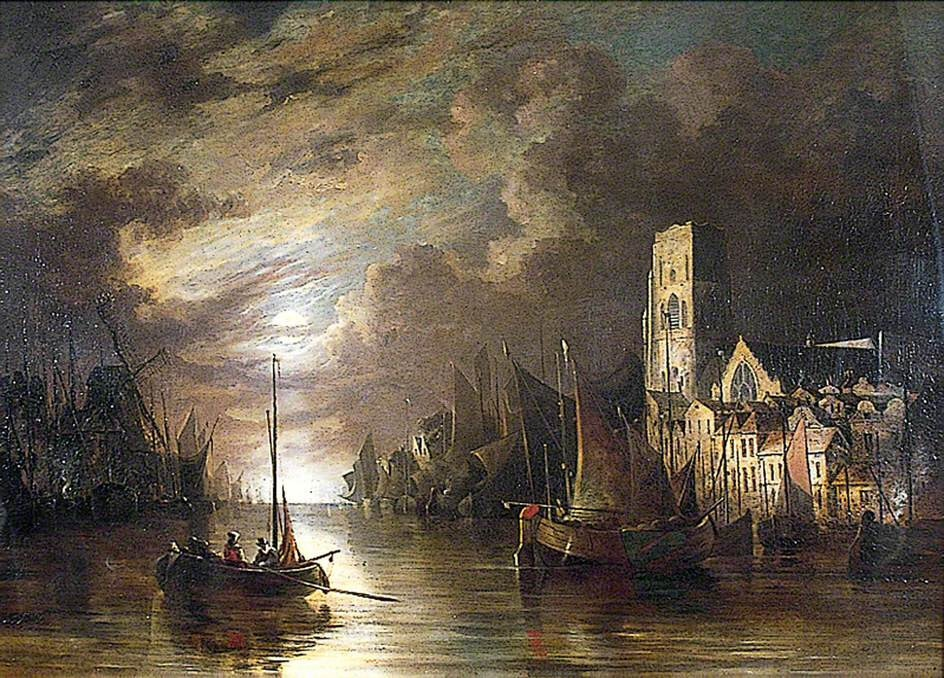
Amsterdam
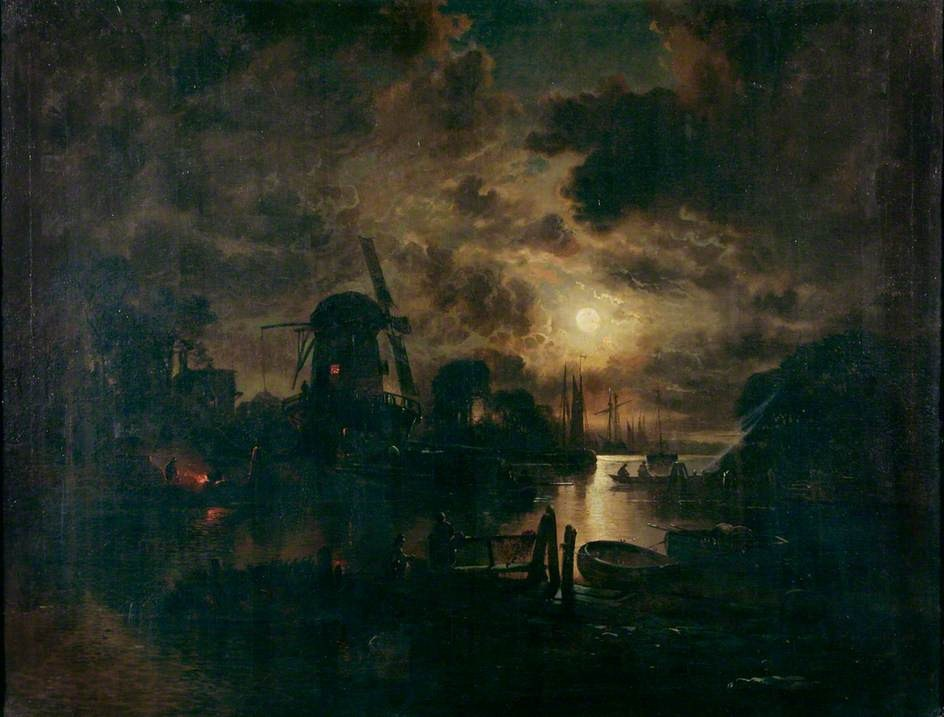
River scene in Holland
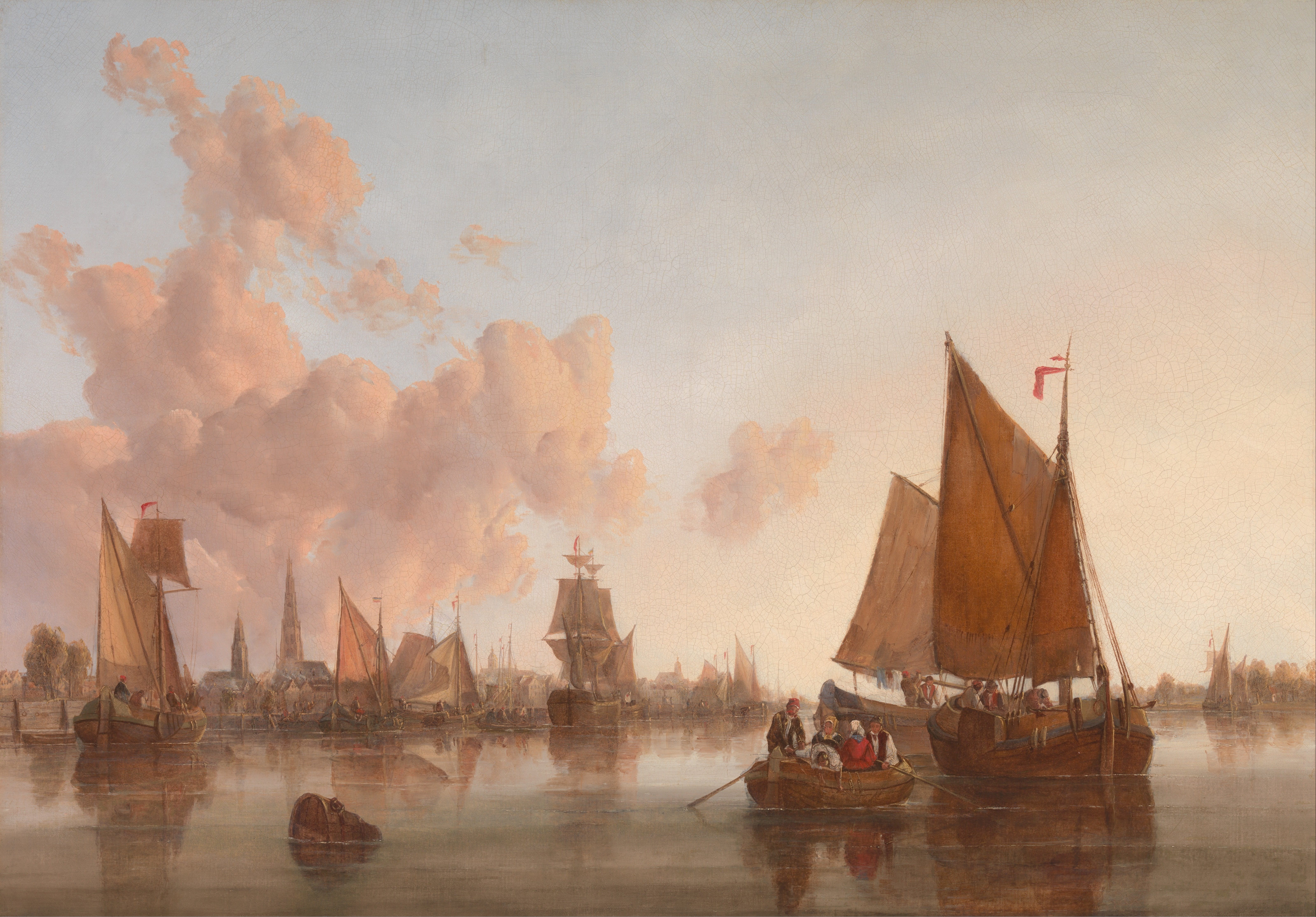
Sailing Boats and Barges on a Dutch Estuary
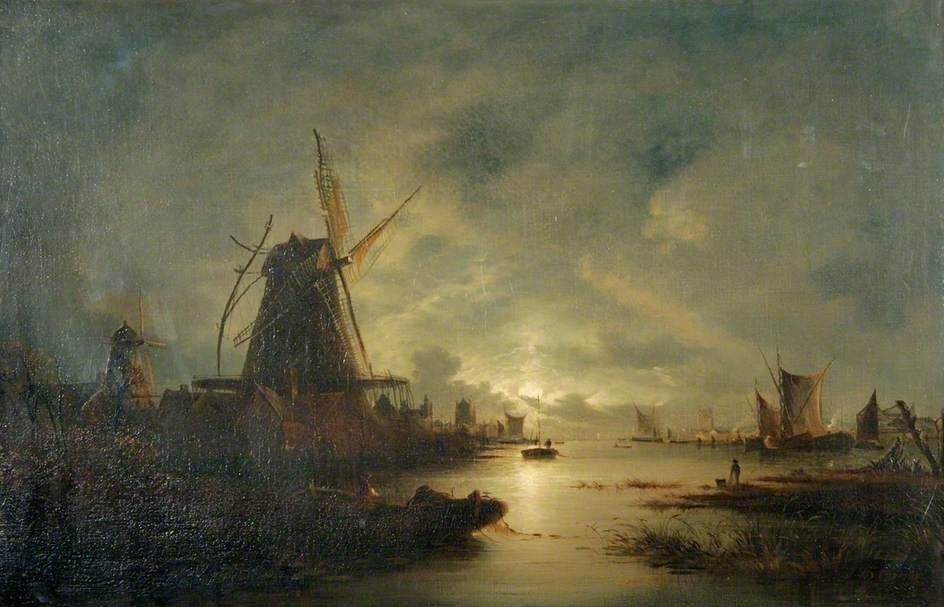
Fishing Boats on the Scheldt
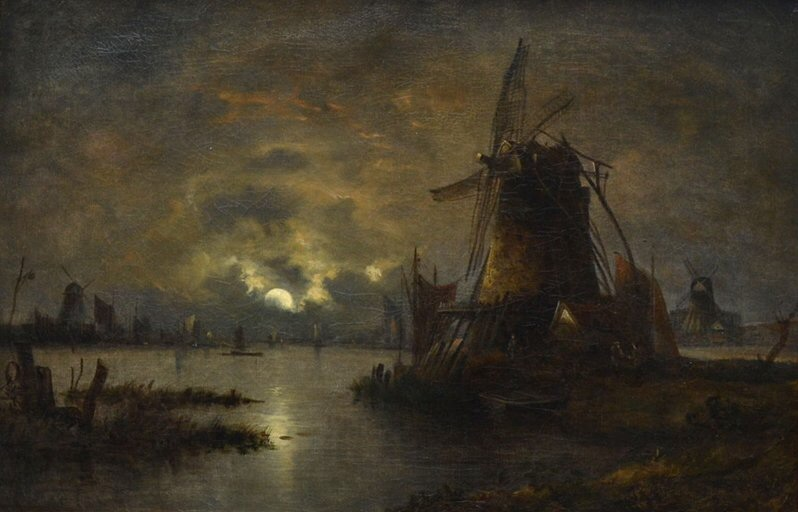
Moonlit river scene
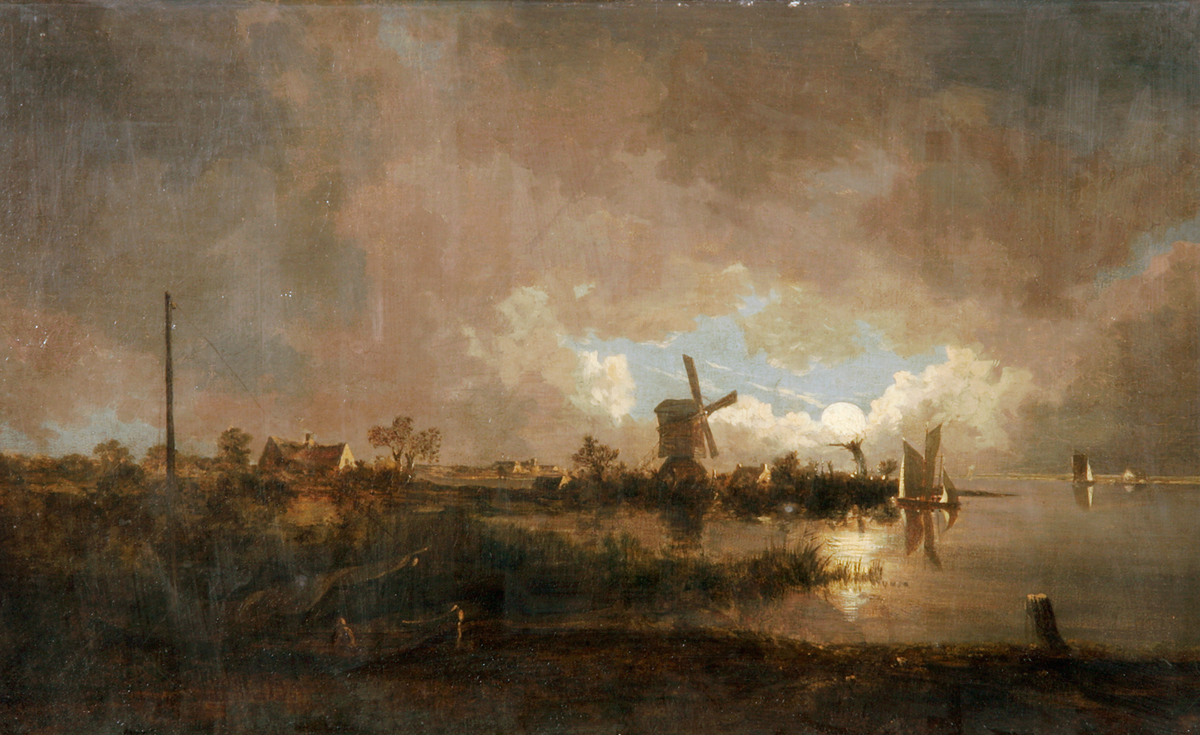
Moonlight scene in Holland

## Noot
1. ↑  Cf. een biografische herinnering aan zijn vader door Dawson Turner. Zie link Oxford DNB

- Gemeinsame Normdatei: 122202600
- International Standard Name Identifier: 0000 0000 6682 3887
- RKD-Nederlands Instituut voor Kunstgeschiedenis: 19210
- Union List of Artist Names: 500008616
- Virtual International Authority File: 45176918
- WorldCat: E39PBJtGW6ktBwkW9MVf397vHC